# Alt-Hessischer Reitermarsch
Der Alt-Hessische Reitermarsch ist ein 1732 von Ludwig VIII. von Hessen-Darmstadt komponierter Marsch. Er ist seit 1925 in der Armeemarschsammlung unter AM III, 141 verzeichnet.
Er ist der Traditionsmarsch des deutschen Panzeraufklärungsbataillons 2.